# Солнцев Берег
Солнцев Берег — деревня в Дзержинском сельском поселении Лужского района Ленинградской области.

## История
Впервые упоминается в писцовых книгах Шелонской пятины 1501 года, как деревня Синцов Берег у озера Череменца, в Петровском погосте Новгородского уезда.
На карте Санкт-Петербургской губернии Ф. Ф. Шуберта 1834 года упоминается деревня Сонцев или Свинцов Берег и при ней усадьба помещика Хераскова.

СОНЦЕВ БЕРЕГ — усадище принадлежит: Ораниенбаумскому дворцовому ведомству, число жителей по ревизии: 8 м. п., 10 ж. п.

чиновнице 14 класса Энгельгорд, число жителей по ревизии: 27 м. п., 30 ж. п. (1838 год)

Как деревня Сонцев (Свинцов) она отмечена на карте профессора С. С. Куторги 1852 года.

СОЛНЦЕВ БЕРЕГ — деревня господина Энгельгарта, по просёлочной дороге, число дворов — 3, число душ — 16 м. п. (1856 год)

СОЛНЦЕВ БЕРЕГ — мыза владельческая при озере Череменецком, число дворов — 4, число жителей: 17 м. п., 18 ж. п. (1862 год)

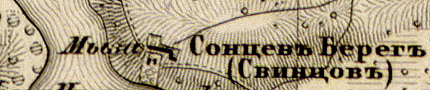
Деревня Солнцев Берег на карте 1863 года

Согласно карте из «Исторического атласа Санкт-Петербургской Губернии» 1863 года деревня называлась Сонцев Берег (Свинцов) в деревне находилась мыза.
Согласно материалам по статистике народного хозяйства Лужского уезда 1891 года, мыза Солнцев-Берег площадью 326 десятин принадлежала действительному тайному советнику А. А. Половцеву, мыза была приобретена в 1889 году за 42 500 рублей.
В XIX — начале XX века деревня и мыза административно относились к Кологородской волости 2-го земского участка 2-го стана Лужского уезда Санкт-Петербургской губернии.
С 1917 по 1919 год имение Солнцев Берег находилось в составе Стрешевского сельсовета Кологородской волости Лужского уезда.
С января 1920 года, в составе Петровского сельсовета.

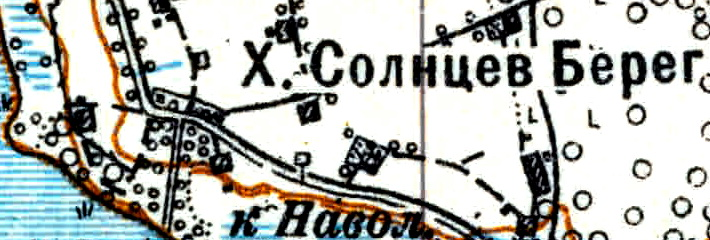
Хутор Солнцев Берег на карте 1926 года

В 1926 году население имения составляло 105 человек. Согласно топографической карте того же года , это был хутор Солнцев Берег.
С ноября 1928 года, в составе Наволокского сельсовета.
По данным 1933 года в состав Наволокского сельсовета входил хутор Солнцев Берег.
С октября 1959 года, в составе Естомического сельсовета.
По данным 1966 года деревня Солнцев Берег входила в состав Естомического сельсовета.
По данным 1973 и 1990 года деревня Солнцев Берег входила в состав Дзержинского сельсовета.
В 1997 году в деревне Солнцев Берег Дзержинской волости проживали 5 человек, в 2002 году — 6 человек (все русские).
В 2007 году в деревне Солнцев Берег Дзержинского СП проживали 8 человек.

## География
Деревня расположена в юго-восточной части района на автодороге 41К-143 (Бор — Югостицы).
Расстояние до административного центра поселения — 14 км.
Расстояние до ближайшей железнодорожной станции Луга — 13 км.
Деревня находится на восточном берегу Череменецкого озера.

## Демография
| 1838 | 1862 | 1997 | 2007 | 2010 | 2017 |
| ---- | ---- | ---- | ---- | ---- | ---- |
| 75   | ↘35  | ↘5   | ↗8   | ↗25  | ↘21  |

## Улицы
Дачная, Парковая.